# ディア・ハンター
『ディア・ハンター』（The Deer Hunter）は、1978年公開のアメリカ映画。製作はEMIフィルムズ及びユニバーサル映画、監督はマイケル・チミノ。脚本はデリック・ウォッシュバーン。主演はロバート・デ・ニーロ。イギリスのEMIが、初めて合衆国に腰を据えて本格的に製作した作品の一つ。
第51回アカデミー賞並びに第44回ニューヨーク映画批評家協会賞作品賞受賞作品。ベトナム戦争を扱った映画であり、また1996年に米国連邦議会図書館がアメリカ国立フィルム登録簿に新規登録した作品の中の1本である。PG12指定。ジョン・カザールの遺作となった。スティーヴン・ジェイ・シュナイダーの『死ぬまでに観たい映画1001本』に掲載されている。
ペンシルヴェニア州で鉄鋼労働者として生活する3人のロシア系アメリカ人の友情物語であり、彼らの純粋さと将来がヴェトナム戦争によって破壊されていく姿を描く。
撮影は1977年6月20日に開始され、ヴェトナム戦争の場面はタイで3か月余りをかけて撮影された。
当初850万ドルが予定されていた製作費は倍近くになり、スケジュールも大幅に遅れたが、EMIは何らかの切り詰めを一切要求せず、撮影に干渉しなかった。
チミノはロケハンと脚本執筆を同時に進め、現地に合わせて脚本を変更した。結果、脚本には想像上の土地ではなく、実際の土地が書き込まれた。この「現地に合わせて脚本が執筆される」という通常とは逆の過程を経たことにより、完璧に脚本に合った場所を見つけたような印象を与える。
　

## ストーリー
ペンシルベニア州ピッツバーグ郊外にある町、クレアトン（Clairton）。製鉄所で働くロシア系移民のマイケル（ロバート・デ・ニーロ）、ニック（クリストファー・ウォーケン）、スティーブン（ジョン・サヴェージ）、スタン（ジョン・カザール）、アクセル（チャック・アスペグレン）と、彼らのたまり場である酒場のオーナー、ジョン（ジョージ・ズンザ）は、休日になれば全員で鹿狩りに赴くごく平凡な仲間たちである。そんな彼らにもベトナム戦争の影が迫っていた。
徴兵でベトナムに向かうマイケル、ニック、スティーブンの壮行会が、スティーブンとアンジェラ（ルターニャ・アルダ）の結婚式も兼ねて行われる。彼女は別の男との子供を妊娠していたが、スティーブンはそれを承知の上で式に臨む。式も終わりに近づく頃、ニックは突然リンダ（メリル・ストリープ）にプロポーズし、彼女は喜んでそれを受け入れる。
一夜明けて彼らは揃って鹿狩りに出かけ、マイケルは見事な鹿を仕留める。
ベトナムにおけるアメリカ軍は予想外の苦戦を強いられていた。マイケルは偶然にも戦場でニックとスティーブンに再会したのも束の間、3人はベトナム人民軍の捕虜となる。閉じ込められた小屋の中では北ベトナムの監視兵たちが捕虜にロシアンルーレットを強要し、それを楽しんでいた。発狂寸前となっているスティーブンを尻目に、冷静なマイケルはサディスティックな監視兵の心理を逆に利用し、自棄を装って兵士たちに弾倉に込める弾を3発に増やすよう求める。これは兵士たちにとって自分達を瞬時に殺傷する機会を相手に与えてしまうことを意味したが、愚かにも彼らはそれに気が付かず、複数の弾の込められた銃をマイケルに渡してしまう。果たして目論見は成功し、隙をついたマイケルは監視兵を一掃しスティーブンとニックを連れて脱出に成功する。丸太で濁流を下るところを自軍のヘリコプターに発見されるが、マイケルとスティーブンは力尽き川へと落下、ニックだけがヘリコプターで救出される。
落下場所の岩でスティーブンは足を骨折するが、マイケルの助けにより辛うじて川岸にたどり着く。マイケルは街道で行きあった行軍中のジープにスティーブンだけを乗せて病院に運ぶように依頼し、自分は徒歩で町に向かう。
ヘリで救出され、病院で回復したニックはサイゴンの町に繰り出し、そこでロシアンルーレット賭博に興じる集団を目にする。観衆の中にはマイケルもいたが、ニックは彼に気づいていない。怪しげな男からプレーヤーになれば金を稼げると誘いを受け、すぐに断るが、実際に引き金が引かれるのを目にした彼は、急に使われていた銃を奪い自らのこめかみに当てると躊躇なくその引き金を引く。弾は出ずに場が騒然となる中、呼び止めようとするマイケルの声も届かず、ニックは誘いをかけた男と夜の闇へ消えていく。
2年後、マイケルが復員する。故郷の仲間たちはマイケルを温かく迎えたが、彼はどこかよそよそしく、ベトナムへ発つ前とは雰囲気が変わっていた。マイクはリンダと急速に親密になるが、彼らを結びつけていたのは、ニック(二人とも彼はもはやベトナムで死んだと思っていた)の思い出だった。スタン達と久々の鹿狩りにでかけるマイケルだが、獲物を仕留めることはできない。その頃スティーブンは両脚と左腕を失い陸軍病院で治療の日々を送っていた。
スティーブンを訪ね、サイゴンから彼宛に謎の送金があることを聞かされたマイケルは、ニックの生存を確信し陥落寸前のサイゴンへ飛ぶ。現地でマイケルは賭博場のかつての支配人に大金を掴ませ、まさにロシアンルーレットが行われている現場に踏み込む。そこには薬物で自我を失い変わり果てたニックが「伝説のアメリカ人」として参加していた。マイケルは胴元に大金を積み、自らも参加を志願する。ニックと対峙したマイケルは彼を故郷に連れ戻すため、必死に過去の記憶を呼び起こそうとする。やがてニックの心が動きかけたのも束の間、引き金を引いたニックの頭部を銃弾が貫き、彼はマイケルに抱えられながら絶命する。
クレアトンではマイケル以下、スティーブンも参列してニックの葬儀が行われた。式を終え、ジョンの酒場に集まった一同は、「ゴッド・ブレス・アメリカ」を歌いながらニックを思い乾杯する。

## キャスト
| 役名             | 俳優                         | 日本語吹替                                        | 日本語吹替 |
| 役名             | 俳優                         | フジテレビ版                                      |            |
| ---------------- | ---------------------------- | ------------------------------------------------- | ---------- |
| マイケル         | ロバート・デ・ニーロ         | 山本圭                                            |            |
| ニック           | クリストファー・ウォーケン   | 羽佐間道夫                                        |            |
| スティーヴン     | ジョン・サヴェージ           | 野沢那智                                          |            |
| リンダ           | メリル・ストリープ           | 池田昌子                                          |            |
| スタンリー       | ジョン・カザール             | 青野武                                            |            |
| アクセル         | チャック・アスペグレン       | 仲村秀生                                          |            |
| ジョン           | ジョージ・ズンザ             | 池田勝                                            |            |
| ジュリアン       | ピエール・セグイ             | 藤本譲                                            |            |
| アンジェラ       | ルターニャ・アルダ           | 高島雅羅                                          |            |
| プリースト       | ステファン・コペストンスキー | 峰恵研                                            |            |
| バンドリーダー   | ジョー・グリファシ           | 鈴置洋孝                                          |            |
| アクセルの女性   | メイディ・カプラン           | 滝沢久美子                                        |            |
| スーパー店員     | シャーリーン・ダロウ         | 巴菁子                                            |            |
| スーパーレジ係   | ジェーン＝コレット・ディスコ | 藤夏子                                            |            |
| 医師             | トム・ベッカー               | 島香裕                                            |            |
| スティーヴンの母 | シャーリー・ストーラー       |                                                   |            |
| 不明 その他      |                              | 安藤なぎさ 稲葉実                                 |            |
|                  |                              |                                                   |            |
| 演出             | 演出                         | 山田悦司                                          |            |
| 翻訳             | 翻訳                         | 飯嶋永昭                                          |            |
| 効果             | 効果                         | 佐藤良介                                          |            |
| 調整             | 調整                         | 遠西勝三                                          |            |
| 制作             | 制作                         | 千代田プロダクション                              |            |
| 解説             | 解説                         | 高島忠夫                                          |            |
| 初回放送         | 初回放送                     | 1984年10月27日 『ゴールデン洋画劇場』 21:02-23:54 |            |

現在は2019年3月22日角川/KADOKAWAから発売中のディア・ハンター 4Kデジタル修復版 スペシャル・エディション【2枚組】 [Blu-ray]に収録(正味140分※ 日本語吹替部分のみを再生できる日本語吹替オンリー機能付き )

## 日本語字幕
- 高瀬鎮夫（劇場公開用）[4]、佐藤一公（ワーナー版字幕）[5][6]

## 配役
- クリストファー・ウォーケン - 彼はベトナム戦争の後遺症から心身ともに疲弊し痩せ切った青年を演じるため、1週間米とバナナと水だけを食べ続けた。
- メリル・ストリープ - 1977年、ストリープはアントン・チェーホフ作の『桜の園』の舞台に立つ。彼女の演技に目を止めたデ・ニーロの推挙によりストリープの出演が決まった[7]。当時スタンリー役のジョン・カザールと同棲していたメリル・ストリープは、骨癌で長くは生きられない恋人と一切に過ごす時間を増やすためだけに出演を決意した。映画の撮影は1977年6月20日に始まったが、その時点で公開されている映画の中でストリープが出演している映画はまだ一本もなかった[8]。

ストリープが演じたリンダ役は当初さほど重要でない上に不明確な役柄だった。チミノはストリープにリンダ役の台詞を自ら書いてみるよう提案した。その結果リンダの人物造形が具体的に膨らまされ、最終的にストリープはオスカー最優秀助演女優賞にノミネートされた。
- ジョン・カザール - カザールとストリープは1976年の舞台『尺には尺を』での共演がきっかけで知り合い、製作当時は同棲していた[10]。撮影前に骨癌を患い余命いくばくもないことが判明、製作会社は彼に降板を催促したが、チミノやデ・ニーロ、ストリープらが「カザールが降板するなら自分も降板する」と主張したことで降板は免れた。カザールは映画の完成を待たずに1978年3月12日に死去。なお、カザールが生涯出演した5本の映画すべてがアカデミー賞にノミネートされており、そのうち本作品を含めた3本が作品賞を受賞したこととなった。
- ジョン・サヴェージ - スティーブンの役は当初ロイ・シャイダーが演じる予定だった。撮影2週間前にシャイダーが降板したため、急遽サヴェージが演じることとなった[11]。
- チャック・アスペグレン - 彼は俳優ではなく、東シカゴの製鉄所の現場監督であった。デ・ニーロとチミノに見初められ、映画に出演することとなった[12]。

## 音楽
- テーマ音楽はスタンリー・マイヤーズ作曲の「カヴァティーナ」。ギターはジョン・ウィリアムスによるもの。本来は「サンダーボルト」で使う予定の曲だったが、クリント・イーストウッドに却下された為、本作に使用した。
- フランキー・ヴァリが1967年4月に発表した「君の瞳に恋してる」が2度登場する。1度目はジョンの店でのビリヤードのシーンで流れ、マイクらはヴァリの歌にあわせて合唱する。2度目は結婚式のシーン。バンドリーダー（ジョー・グリファシ）が壇上で歌う。
- 前半の結婚式と披露宴で、ロシア正教会聖歌「スラーヴァ」、ロシア民謡「コロブチカ」、「カチューシャ」などが流れる。
- ジョン（ジョージ・ズンザ）は自分の店のピアノでショパンの「夜想曲第6番 ト短調 作品15-3」を弾く。監督のチミノの弁によれば、ジョージ・ズンザの実際の演奏が映画に使われているという。
- グラディス・ナイト&ザ・ピップスの「夜汽車よ! ジョージアへ（Midnight Train to Georgia）」がベトナムでニックが入るバーで流れる。
- ジョージ・ジョーンズとタミー・ワイネットのデュエット曲「Tattletale Eyes」がボウリングの場面で流れる。

## 受賞・ノミネート
- 第51回アカデミー賞
  - 受賞 作品賞/監督賞/助演男優賞/音響賞/編集賞
  - ノミネート 主演男優賞/助演女優賞/脚本賞/撮影賞
- 第33回英国アカデミー賞
  - 受賞 撮影賞/編集賞
  - ノミネート 作品賞/監督賞/脚本賞/主演男優賞/助演男優賞/助演女優賞
- 第36回ゴールデングローブ賞 監督賞
- 第44回ニューヨーク映画批評家協会賞 作品賞/助演男優賞
- 第13回全米映画批評家協会賞 助演女優賞
- 第4回ロサンゼルス映画批評家協会賞 監督賞
- 第53回キネマ旬報ベスト・テン 委員選出外国語映画部門第3位/読者選出外国語映画部門第1位
- 第22回ブルーリボン賞 外国作品賞
- 第3回日本アカデミー賞 最優秀外国作品賞

## 受容
ルイス・ガーフィンクルとクイン・K・レデカーが1960年代に書いた脚本『The Man Who Came to Play』が映画の元になっている。『The Man Who Came to Play』はロシアンルーレットをするためにラスベガスに向かう人々についての物語であり、プロデューサーのマイケル・ディーリーらの判断により、ベトナム戦争が舞台の背景に置き換えられた。そのため、ベトナム戦争の取材でピューリッツァー賞を受賞したジャーナリストであるピーター・アーネットから、ロシアンルーレットに関する記録はないと1979年4月26日付のニューヨーク・タイムズで指摘されている。それと同時にベトナム人の描き方が余りにも人種差別的であると猛烈に批判され、ベトナム人からも抗議を受けた。そしてベルリン国際映画祭では、共産主義の国々も映画の内容に抗議して出品を見送るなど波紋が広がった。
- ジャン・スクラグズは『ディア・ハンター』に感銘を受け、ワシントンモールにベトナム戦没者記念碑建設運動を起こした。また、中華系アメリカ人のマヤ・リンによる黒いV型の記念碑は1986年に完成した。[要出典]
- 俳優の高倉健は、この映画を衝撃を受けた映画の一つであるとしており、「ちょうどロサンゼルスの試写会で見て、もう感動して体の震えがとまらなかった。デ・ニーロがいいんですよ。出しゃばらない演技なんだけれど、ちゃんと主役の存在感を出していて、それだけじゃなく、自分が機関車となって、脇のクリストファー・ウォーケンたちをうまく引っ張っている。ああいうのが主役の演技じゃないでしょうか。」と評している。[15]

- アメリカ映画ベスト100 79位[16]
- スリルを感じる映画ベスト100 30位[17]
- アメリカ映画ベスト100（10周年エディション） 53位[18]

## 製作エピソード
- チミノはオハイオ州にロケハンに行った時に知り合った州の映画製作委員会の若い娘との会話を通じて、冒頭の結婚式のシークエンス全体を構想した。この長いシークエンスは娘が結婚式に出席した際の思い出話に基づいており、クリーヴランド郊外の聖テオドシオス・ロシア正教大聖堂とレムコ・ホールで撮影された。撮影に先立って、出演者たちは3ヶ月にわたってロシア語の合唱を稽古した。主要キャストも全員クリーヴランドを訪れ、ロシアのフォークダンスの集中講義を受けた。結婚式のシーンに出演する大勢のロシア系アメリカ人役は数百人に及ぶ信徒たちに実際にフォークダンスを踊らせ、撮影された顔写真の膨大なファイルに基づいてチミノが配役を選んでいった。登場する司祭は実際の司祭である。51分に及ぶ結婚式・披露宴のシーンは全て同時録音で撮影された。[9]
- 舞台となったペンシルヴェニア州クレアトンは、実在する町であるが、映画ではオハイオ川渓谷沿いに位置する全部で7つの町を使って撮影した素材を組み合わせて一つの町に仮構した。[9]
- タイの政情が不安定あったため、EMIは撮影済み素材をラッシュ現像用に合衆国へ送らないと決めていた。そのため、チミノは現地撮影期間中撮影素材を一切確認できなかった。リスクを回避するため群衆場面などでは複数台のカメラが同時に回された。[9]
- ベトナム市街地のシーンは、タイ王国で撮影されたため、ベトナムは右側通行（左ハンドル）であるにも関わらず、劇中にタイ仕様の右ハンドル車が登場する。
- 偶然にもサイゴン陥落時合衆国大使館に詰めかけた記者たちが大勢バンコクにいたため、彼らに出演してもらった。記者たちは自分たちが実際にいた場所で、同じ振る舞いをしてみせた。[9]大使館の門でのシーンにてドラム缶の上に乗っているジャーナリスト役は、実際にその当時ドラム缶の上にいたジャーナリストと同一人物である。[要出典]
- クリストファー・ウォーケンがヴェトコンに横面を打たれるくだりは、デニーロの提案でウォーケンに殴打の件を伝えずに撮影されている。ウォーケンの動揺した反応は、本物である。なお、ヴェトコンを演じたタイ人は全員職業俳優ではなかった。[9]
- 同じベトナム戦争映画である地獄の黙示録より1年3ヶ月遅く撮影が開始されたが、公開は9ヶ月早かった。